# Мартин Коан
Мартин Коан (на испански: Martín Kohan) е аржентински преподавател, актьор, литературен критик и писател на произведения в жанра драма и съвременен роман.

## Биография и творчество
Мартин Коан е роден на 24 януари 1967 г. в Буенос Айрес, Аржентина. Получава докторска степен по литература от Университета на Буенос Айрес с дисертация за Хосе де Сан Мартин.
Работи като професор по теория на литературата в Университета на Буенос Айрес и Университета на Патагония. Сътрудничи като литературен критик за вестници като ежедневника „Кларин“.
Първият ѝ му роман „La pérdida de Laura“ е издаден през 1993 г.
За романа си „Ciencias morales“ (Морални науки) от 2007 г. е удостоен с наградата „Ералде“. През 2010 г. е екранизиран във филма „La mirada invisible“ (Невидимият поглед) с участието на Жулиета Зилберберг и Осмар Нунес.
В романа си „Зад кадър“ от 2016 г. разглежда темата за детската порнография и изследва вариантите на „нормалността“ на перверзията и престъплението, навлизайки в тъмните кътчета, битуващи в „порядъчните“ хора.
През 2014 г. получава наградата „Конекс“ за заслуги като един от 5-те най-добри писатели от периода 2008-2010 г. в Аржентина.
Мартин Коан живее със семейството си в Буенос Айрес.

## Произведения

### Самостоятелни романи
- La pérdida de Laura (1993)
- El informe (1997)
- Los cautivos (2000)
- Dos veces junio (2002)
- Segundos afuera (2005)
- Museo de la Revolución (2006)
- Ciencias morales (2007) – награда „Ералде“
- Cuentas pendientes (2010)
- Bahía Blanca (2012)
- Fuera de Lugar (2016)
Зад кадър, изд.: „Рива“, София (2018), прев. Мариана Китипова

### Сборници разкази
- Muero contento (1994)
- Una pena extraordinaria (1998)
- Cuerpo a tierra (2015)

### Документалистика
- Imágenes de vida, relatos de muerte. Eva Perón, cuerpo y política (1998) – с Паола Кортес Рока
- Zona urbana. Ensayo de lectura sobre Walter Benjamin (2004)

### Екранизации
- 2010 La mirada invisible – по романа „Ciencias Morales“